# Corso (Algeria)
Corso è un comune dell'Algeria, situato nella provincia di Boumerdès.